# Territorio histórico
Territorio histórico o territorio foral (en euskera, foru lurralde) es la denominación histórica y oficial de las tres provincias que integran la comunidad autónoma del País Vasco: Álava, Guipúzcoa y Vizcaya.

Mapa de circunscripciones electorales a juntas generales. En tonos de verde, el territorio histórico de Vizcaya, en azul el de Guipúzcoa y en ocre el de Álava.

Los territorios históricos son los territorios forales que menciona la Constitución española de 1978, las provincias del mismo nombre:

El territorio de la Comunidad Autónoma del País Vasco quedará integrado por los Territorios Históricos que coinciden con las provincias, en sus actuales límites, de Álava, Guipúzcoa y Vizcaya...
Estatuto de Autonomía del País Vasco, artículo 2.2.

Los territorios históricos están regidos por diputaciones forales, las cuales ejercen no solo las competencias ordinarias de una diputación provincial, sino también competencias propias del régimen foral como, por ejemplo, en materia fiscal; y por juntas generales, órganos legislativos facultados para aprobar normas o leyes forales (si bien éstas no tienen rango de ley). Cada junta general está compuesta por 51 miembros, elegidos por sufragio universal en cada territorio.
El reconocimiento constitucional de esta singularidad de los territorios forales, al igual que la de la Comunidad Foral de Navarra, deriva de la disposición adicional primera de la Constitución española de 1978 (si bien la Constitución alude a «territorios forales», el Estatuto de Autonomía para el País Vasco adopta la expresión «territorios históricos»):

La Constitución ampara y respeta los derechos históricos de los territorios forales. La actualización general de dicho régimen foral se llevará a cabo, en su caso, en el marco de la Constitución y de los Estatutos de Autonomía.

La disposición adicional primera de la Constitución, el Estatuto de Autonomía del País Vasco y la Ley de Territorios Históricos (Ley 27/1983, de 25 de noviembre, de Relaciones entre las Instituciones Comunes de la comunidad autónoma y los Órganos Forales de sus Territorios Históricos) aprobada por el Parlamento Vasco constituyen el marco jurídico básico de estos entes territoriales forales.
También son conocidos como «territorios históricos» los siete territorios que, según la Real Academia de la Lengua Vasca y el nacionalismo vasco, componen Euskal Herria: Álava (en euskera: Araba), Vizcaya (Bizkaia) y Guipúzcoa (Gipuzkoa), que conforman la autonomía del País Vasco, junto a Navarra (Nafarroa) y las demarcaciones francesas de Baja Navarra (Nafarroa Beherea), Labort (Lapurdi) y Sola (Zuberoa).